# Irisbus Magelys
L'Irisbus Magelys è un autobus prodotto a partire dal 2007 da Irisbus, successivamente divenuta IVECO Bus nel maggio 2013.

## Progetto
Il Magelys viene progettato in occasione del premio "Coach of the Year 2008". Si tratta di un autobus gran turismo, destinato a competere con i mezzi di fascia alta del mercato. Costruito sul telaio SFR120, presenta caratteristiche d'avanguardia rispetto alla concorrenza, come i tegoli dell'imperiale in vetro: il Magelys presenta infatti il 30-45% di superfici vetrate in più rispetto alla concorrenza.
Prodotto nello stabilimento francese di Annonay, a partire dal 2013 viene prodotto sotto il nuovo marchio IVECO Bus.

## Irisbus Magelys (2007-2013)
Il Magelys viene equipaggiato con il motore Cursor 10, erogante 380 o 450 cv e rispondente alle norme EEV. La trasmissione è manuale a 6 marce per la versione da 380 cv, mentre per la versione più potente (disponibile come optional sull'altra) viene installato il cambio automatico AS-Tronic di produzione ZF a 12 marce.
Inizialmente prodotto nelle versioni HD e HDH, nel 2010 la versione HD viene sostituita dalla PRO; viene leggermente rivisto il frontale, con l'adozione di una nuova fanaleria a LED, e rimossa la porta di servizio per il conducente.
Ecco un riepilogo delle versioni prodotte:

### Magelys PRO

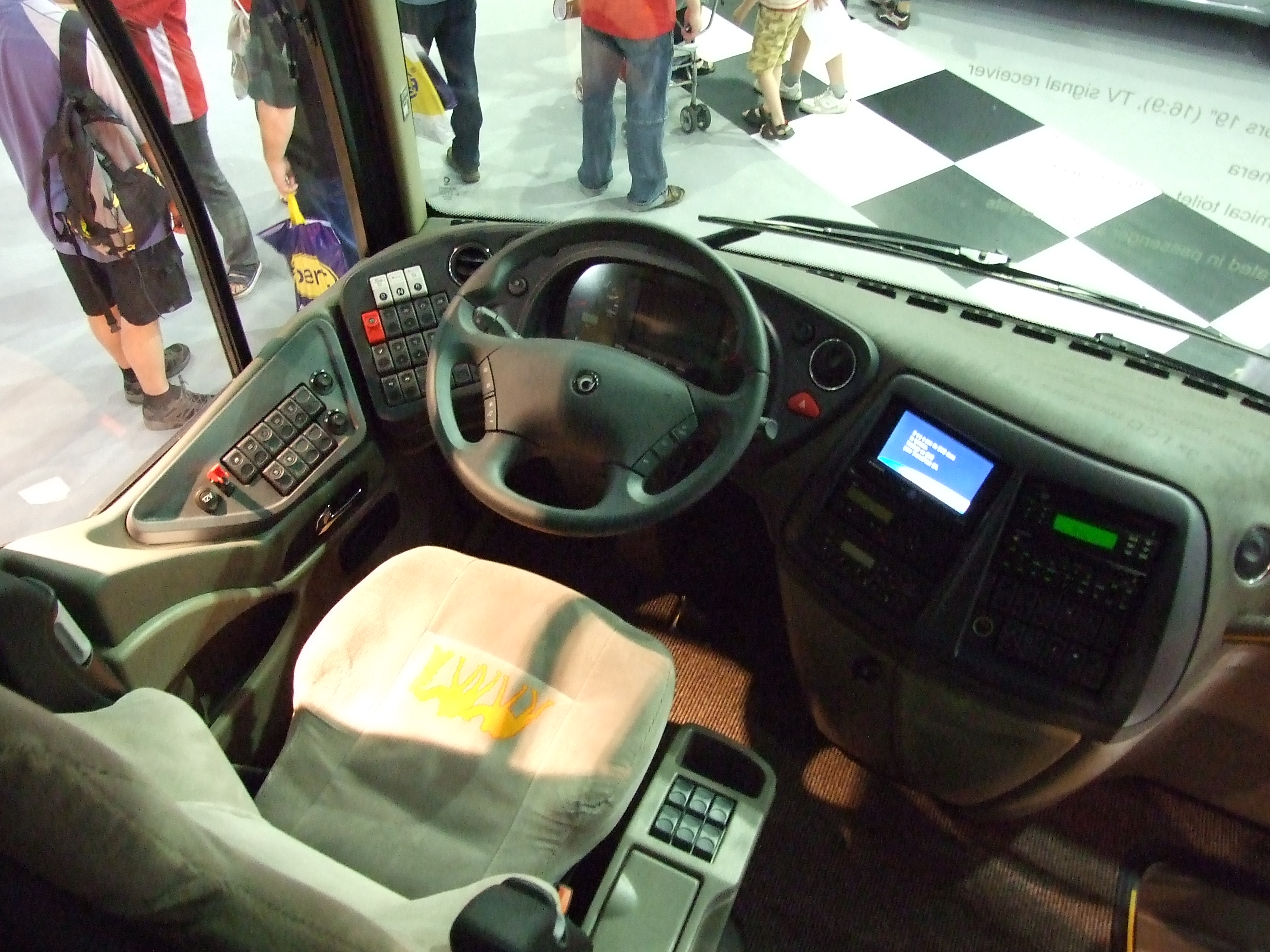
Cruscotto di un Magelys di prima serie (2007-2013) con marchio Irisbus

### Magelys HD[1]
- Lunghezza: 12,2 - 12,8 metri
- Allestimento: Gran Turismo
- Produzione: dal 2007 al 2010

### Magelys HDH[2]
- Lunghezza: 13,8 metri (3 assi)
- Allestimento: Gran Turismo
- Produzione: dal 2007 al 2013

### Magelys PRO[3]
- Lunghezza: 12,2 - 12,8 metri
- Allestimento: Gran Turismo
- Produzione: dal 2010 al 2013

## Iveco Magelys (2013-2020)
Con il passaggio alla normativa Euro 6, il Magelys viene rivisto esteticamente con l'adozione del family feeling che caratterizza gli altri modelli della gamma (Urbanway e Crossway); viene adottato il motore Cursor 10. Scompare, con questa nuova serie, la divisione tra PRO e HDH, restando in produzione un'unica versione denominata semplicemente Magelys. Viene inoltre interrotta la produzione della taglia da 13,8 metri.
Nel 2015 è stato insignito del prestigioso premio "Coach of the Year 2016".
Ecco le caratteristiche di questa versione:

### Magelys Euro 6[3]
- Lunghezza: 12,2 - 12,8 metri
- Allestimento: Gran Turismo
- Produzione: dal 2013

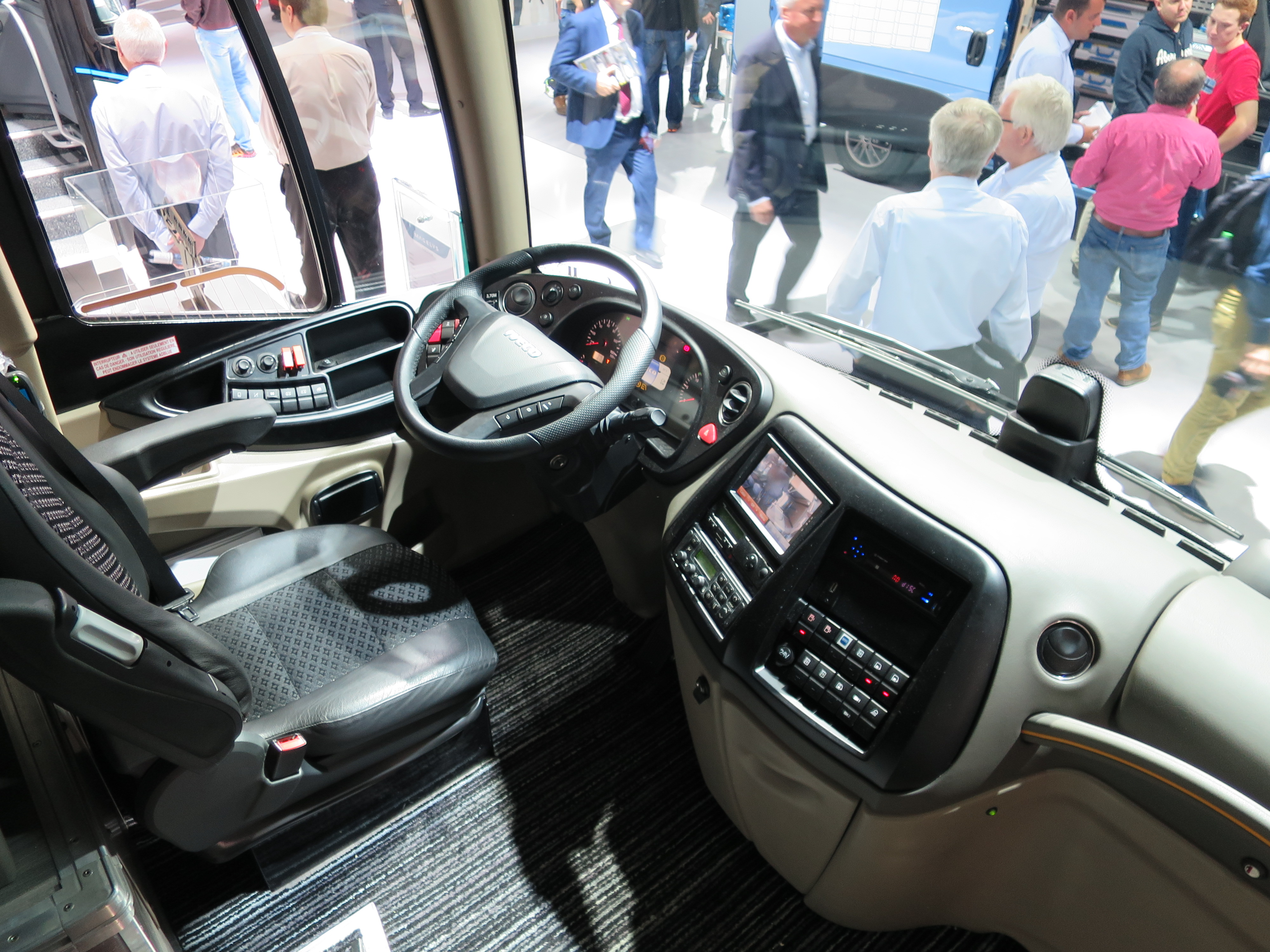
Cruscotto della versione ristilizzata (dal 2013 al 2020) con logo Iveco Bus

La produzione del Magelys viene interrotta nell'autunno 2019 a causa dei volumi di vendita sempre più ridotti dovuti a problemi tecnici e al progressivo peggioramento di assemblaggi e finiture interne, inferiori rispetto al livello ormai raggiunto dalla concorrenza. La commercializzazione di tale modello prosegue fino alla primavera del 2020 grazie alla grande quantità di esemplari rimasti invenduti presso le concessionarie.

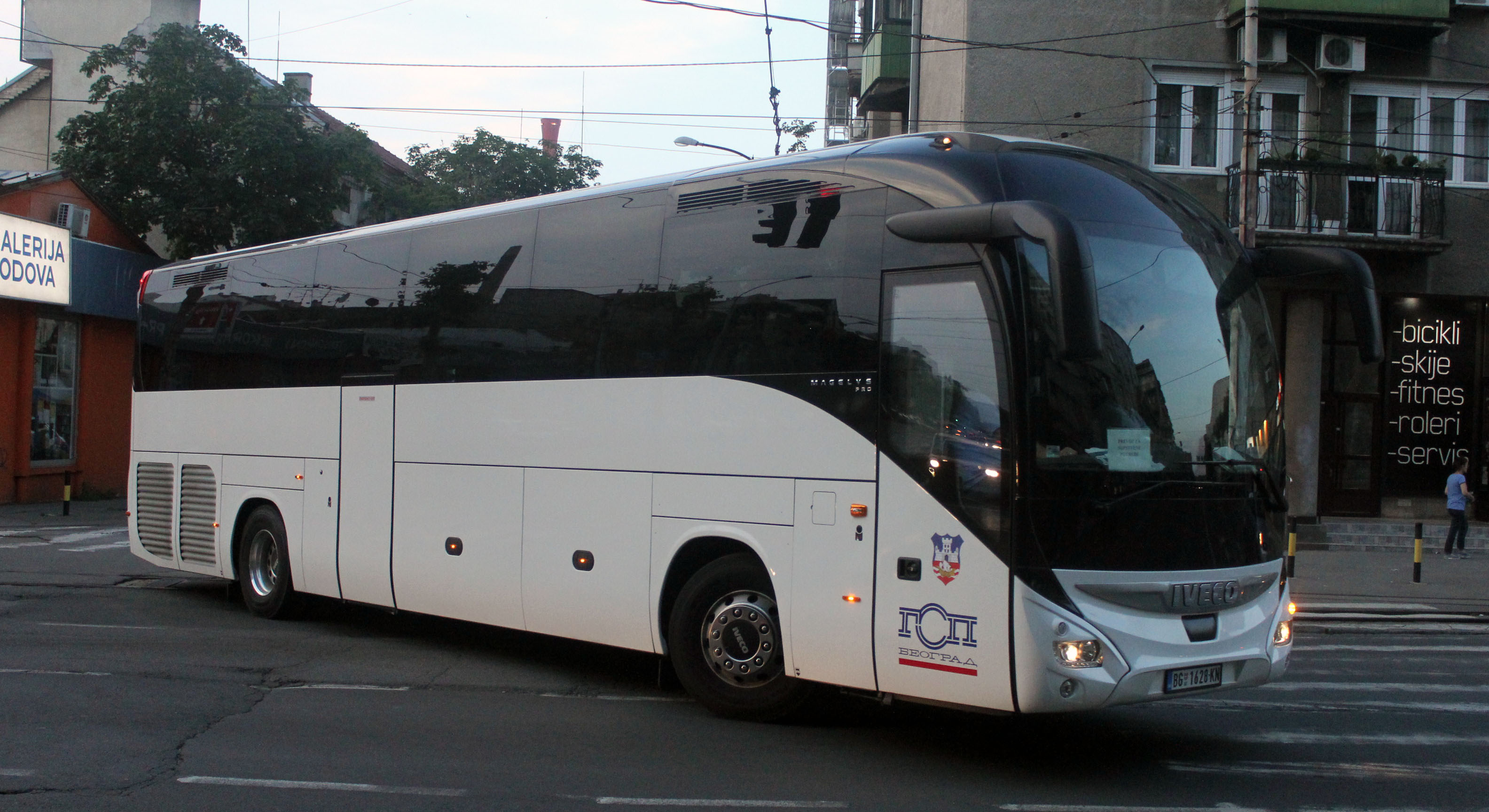
Magelys ristilizzato in servizio a Belgrado

## Diffusione
Complessivamente sono stati prodotti oltre 3.000 Magelys, acquistati in tutta Europa per svolgere qualsiasi tipo di servizio: dalle linee interregionali ai collegamenti statali, oltre che sulle linee FlixBus, senza dimenticare gli esemplari adibiti al trasporto di squadre sportive.